# Vic-sur-Aisne
Vic-sur-Aisne är en kommun i departementet Aisne i regionen Hauts-de-France i norra Frankrike. Kommunen ligger  i kantonen Vic-sur-Aisne som ligger i arrondissementet Soissons. År 2022 hade Vic-sur-Aisne 1 610 invånare.

## Befolkningsutveckling
Antalet invånare i kommunen Vic-sur-Aisne
Referens: INSEE